# James G. Martin
James Grubbs Martin (Savannah, 11 dicembre 1935) è un politico, chimico e docente statunitense, governatore della Carolina del Nord dal 1985 al 1993 e membro della Camera dei rappresentanti per lo stato della Carolina del Nord dal 1973 al 1985.

## Biografia
James G. Martin nasce a Savannah, in Georgia. Cresciuto poi nella Carolina del Sud, si è laureato in scienze presso il Davidson College nel 1957, fino ad ottenere un dottorato in chimica all'Università di Princeton nel 1960. Ottiene poi la cattedra di professore associato al Davidson College dedita all'insegnamento di chimica.
Proprio all'inizio degli anni '60 si registra come repubblicano. Nel 1966 fu eletto nel consiglio dei commissari della Contea di Mecklenburg. Ha prestato servizio per sette anni, presiedendo l'organismo dal 1967 al 1968 e brevemente nel 1971. È stato presidente dell'Associazione dei commissari di contea della Carolina del Nord.
Nel 1972 fu eletto per la prima volta al congresso statunitense per il 9º distretto della Carolina del Nord. È rimasto in carica fino al 1985, in concomitanza con la sua elezione a governatore della Carolina del Nord. Rieletto nel 1988, ad oggi rimane l'unico repubblicano ad essere confermato per un secondo mandato.